# Ashley Slanina-Davies
Ashley Slanina-Davies (Standish, Gran Mánchester, Inglaterra; 18 de diciembre de 1989) es una actriz británica, más conocida por haber interpretado a Amy Barnes en la serie Hollyoaks.

## Biografía
Tiene dos hermanos mayores, Hayley y Philip, y una hermana menor, Bryony.
Es muy buena amiga de los actores Hollie-Jay Bowes y Kieron Richardson.

## Carrera
El 14 de noviembre de 2005, obtuvo su papel más importante en la televisión cuando se unió al elenco de la exitosa serie británica Hollyoaks, donde interpretó a Amy Barnes hasta el 8 de agosto de 2012. En 2008 apareció en el spin-off de la serie, Hollyoaks Later, donde interpretó de nuevo a Amy.
Regresó brevemente a Hollyoaks en febrero de 2013. En octubre se anunció que regresaría a la serie brevemente el 30 de octubre de 2014. En agosto de 2016, regresó a la serie de forma permanente y su última aparición fue el 31 de marzo de 2017.

## Filmografía

### Series de televisión
| Año                                  | Título          | Personaje  | Notas         |
| ------------------------------------ | --------------- | ---------- | ------------- |
| 2005 - 2012, 2013, 2014, 2016 - 2017 | Hollyoaks       | Amy Barnes | 330 episodios |
| 2009                                 | Hollyoaks Later | Amy Barnes | 4 episodios   |